# 니혼 대학
니혼 대학(일본어: 日本大学, 영어: Nihon University)은 도쿄도에 본부를 둔 일본을 대표하는 유명 사립 대학이며, 학생수는 일본 최대이다.
1889년 개교한 니혼 법률학교(日本法律学校)를 모체로 삼아 1920년 설립되었다. 일본 정신에 의거해 세계평화와 인류의 복지에 기여하는 것이 목적이며, 몸과 마음이 건전한 문화인을 육성하는 것을 사명으로 삼고 있다.
일본의 사립 대학 가운데 최대 규모의 대학 중 하나이다. 학부 14개, 연구과 20개, 연구소 29개, 부속병원 7개가 있다. 네 개 학부는 통신과를 병행하여 통신교육을 실시한다.
각 학부가 여러 캠퍼스에 분산되어 있고 독립성이 높기 때문에 종합대학이 아닌 단과 대학의 연합이라고 불리기도 한다.

## 연혁
- 1889년 : 니혼 법률학교 개교 (법학부의 전신)
- 1898년 : 고등전공과 설치
- 1901년 : 고등사범과 설치 (문리학부의 전신)
- 1903년 : 니혼 대학으로 개칭
- 1904년 : 상과 설치 (경제학부의 전신)
- 1906년 : 최초의 유럽 유학생 배출
- 1920년 : 대학 설치 (최초의 여학생 입학 허가)
- 1920년 : 고등공학부 설치 (이공학부의 전신)
- 1921년 : 미학과 설치 (예술학부의 전신)
- 1925년 : 전문부 의학과 설치 (의학부의 전신)
- 1929년 : 전문부 공과 설치 (공학부의 전신)
- 1939년 : 오사카 전문학교 독립
- 1947년 : 전문부 공과 후쿠오카현으로 이전
- 1948년 : 통신교육부 설치
- 1950년 : 단기대학 설치
- 1951년 : 대학원 설치
- 1978년 : 국제관계학부 설치
- 1989년 : 개교 100주년 기념식 거행 (아키히토 천황 부부 참석)